# Uppsala BoIS
Uppsala BoIS är en bandyförening i Uppsala i Sverige. Föreningen grundades 1977, genom en sammanslagning av Lindsbergsklubben och Läbyvads IF. Herrlaget spelar i division 1. 
Efter några års uppehåll startade damlaget igen säsongen 2016/2017. I slutet av juli 2019 meddelades, sedan Söråkers IF i mitten av samma månad frivilligt dragit sig ur Elitserien inför säsongen 2019–2020, att Uppsala BoIS fått överta deras plats.
Sedan dess är man representade i Elitserien i bandy för damer.
Föreningen har framförallt en stor ungdomsverksamhet, både för flickor och pojkar. Föreningen en av Sveriges största flickbandyföreningar, med ca 125 flickor i träning.

### Fotnoter
1. ↑  ”Söråkers IF hoppar av elitserien” (på svenska). Dagens Nyheter. 19 juli 2019. https://www.dn.se/sport/sorakers-if-hoppar-av-elitserien/. Läst 26 juli 2019.
2. ↑  ”Uppsala BoIS får gratisplats i Elitserien” (på svenska). SVT Sport. 26 juli 2019. https://www.svt.se/sport/bandy/uppsala-bois-far-gratisplats-i-elitserien. Läst 26 juli 2019.